# Listrognathus townesi
Listrognathus townesi là một loài tò vò trong họ Ichneumonidae.